# Leśniowice (gromada)
Leśniowice – dawna gromada, czyli najmniejsza jednostka podziału terytorialnego Polskiej Rzeczypospolitej Ludowej w latach 1954–1972.
Gromady, z gromadzkimi radami narodowymi (GRN) jako organami władzy najniższego stopnia na wsi, funkcjonowały od reformy reorganizującej administrację wiejską przeprowadzonej jesienią 1954 do momentu ich zniesienia z dniem 1 stycznia 1973, tym samym wypierając organizację gminną w latach 1954–1972.
Gromadę Leśniowice z siedzibą GRN w Leśniowicach utworzono – jako jedną z 8759 gromad na obszarze Polski – w powiecie chełmskim w woj. lubelskim na mocy uchwały nr 7 WRN w Lublinie z dnia 5 października 1954. W skład jednostki weszły obszary dotychczasowych gromad Leśniowice wieś, Leśniowice kol., Plisków kol., Wierzbica, Janówka, Politówka i Majdan Leśniowski ze zniesionej gminy Rakołupy oraz obszar dotychczasowej gromady Alojzów ze zniesionej gminy Wojsławice w tymże powiecie. Dla gromady ustalono 18 członków gromadzkiej rady narodowej.
1 stycznia 1960 do gromady Leśniowice włączono obszar zniesionej gromady Horodysko, wieś Teresin ze zniesionej gromady Sarniak, a także wieś Majdan Ostrowski oraz wieś i kolonię Ostrów ze zniesionej gromady Ostrów Kolonia w tymże powiecie.
1 stycznia 1962 do gromady Leśniowice włączono kolonię Poniatówka, kolonię Sarniak i wieś Wygnańce ze zniesionej gromady Turowiec w tymże powiecie.
Gromada przetrwała do końca 1972 roku, czyli do kolejnej reformy gminnej. 1 stycznia 1973 w powiecie chełmskim utworzono gminę Leśniowice.